# Aplysia
Aplysia е род растителноядни морски коремоноги мекотели от семейство Aplysiidae.

## Разпространение и местообитание
Представителите на рода са разпространени в Тихи, Индийски и Атлантически океан. В Средиземно море се срещат няколко вида от рода.

## Описание
Ктенидиите са разположени в дясната част на тялото и са поместени в мантийната празнина. На главата им се намират чифт чувствителни пипалца. Отстрани тялото е снабдено с масивни криле, които с вълнообразните си движения, които правят позволяват охлювите да плуват във водата. Цветът на тялото е много красив и разнообразен – тъмновиолетова бели петна по нея, светли, охрени с разнообразни по форма и размери петна, които са по-светли отраничени или плавно преливащи се към основния цвят.

## Размножаване
Представителите на рода са хермафродити, но винаги се размножават по двойки.

## Хранене
Хранят се с различни видове талусни водорасли.

## Видове
- Aplysia californica (J.G. Cooper, 1863)
- Aplysia cedrocensis (Bartsch & Rehder, 1939)
- Aplysia cervina (Dall & Simpson, 1901)
- Aplysia cornigera Sowerby, 1869
- Aplysia cronullae  Eales, 1960
- Aplysia dactylomela (Rang, 1828)
- Aplysia denisoni  Smith, 1884
- Aplysia depilans (Gmelin, 1791)
- Aplysia dura  Eales, 1960
- Aplysia euchlora  Adams in M.E.Gray, 1850
- Aplysia extraordinaria (Allan, 1932)
- Aplysia fasciata (Poiret, 1798)
- Aplysia gigantea  Sowerby, 1869
- Aplysia gracilis  Eales, 1960
- Aplysia inca  d'Orbigny, 1837
- Aplysia juliana (Quoy & Gaimard, 1832)
- Aplysia keraudreni Rang, 1828
- Aplysia kurodai (Baba, 1937)
- Aplysia maculata  Rang, 1828
- Aplysia morio (A. E. Verrill, 1901)
- Aplysia nigra  d'Orbigny, 1837
- Aplysia nigra brunnea Hutton, 1875
- Aplysia oculifera (Adams & Reeve, 1850)
- Aplysia parvula (Guilding in Moerch, 1863)
- Aplysia pulmonica  Gould, 1852
- Aplysia punctata (Cuvier, 1803)
- Aplysia rehderi  Eales, 1960
- Aplysia reticulata  Eales, 1960
- Aplysia reticulopoda (Beeman, 1960)
- Aplysia robertsi  Pilsbry, 1895
- Aplysia rudmani  Bebbington, 1974
- Aplysia sagamiana (Baba, 1949)
- Aplysia sibogae (Bergh, 1905)
- Aplysia sowerbyi  Pilsbry, 1895
- Aplysia sydneyensis (Sowerby, 1869)
- Aplysia tanzanensis Bebbington, 1974
- Aplysia tigrinella Gray, 1850
- Aplysia vaccaria (Winkler, 1955)